# Аксенте, Мирча
Мирча Ионуц Аксенте (рум. Mircea Ionuț Axente; род. 14 марта 1987, Тулча, Румыния) — румынский футболист, нападающий.

## Клубная карьера
Мирча Аксенте начал свою юношескую карьеру в молодёжном клубе «ЛПС Галац». В 2005 году Мирча перешёл в «Политехнику (Тимишоару)»; свой первый гол за команду игрок забил в матче Лиги Европы против клуба «МюПа-47» (2:1). Спустя несколько дней после гола в Лиге Европы он забил свой первый гол в чемпионате, на 91 минуте, забив команде «Газ Метан» (2:2). 5 августа 2010 года он забил ещё один гол команде «Газ Метан», сделав счёт (1:3) в драматическом отборочном раунде, и став важным игроком команды. Ещё один гол Аксенте забил «ЧФР Клужу», на этот раз в Лиге Чемпионов, сделав счёт 3:2. На тот момент у него было 12 голов в сезоне, включая товарищеские игры. 26 сентября 2010 года он забил победный гол в матче с «Пандурием», ставший победным (1:0).